# Arctia tschiliensis
Arctia tschiliensis är en fjärilsart som beskrevs av Max Wilhelm Karl Draudt 1932. Arctia tschiliensis ingår i släktet Arctia och familjen björnspinnare. Inga underarter finns listade i Catalogue of Life.